# M16 (vuurwapen)
De M16 is een door Colt geproduceerd lichtgewicht automatisch geweer. Het door Eugene Stoner ontworpen wapen staat oorspronkelijk bekend als de Armalite AR-15, maar toen het wapen in gebruik werd genomen door het Amerikaanse leger werd de naam gewijzigd naar M16. De semiautomatische variant van het wapen staat nog steeds bekend als een AR-15.
De originele M16 en de gemodificeerde versie, de M16A1, konden naar keuze van de schutter semi- of volautomatisch vuren. Het verschil tussen de twee is voornamelijk dat de M16A1 een extra knop aan de rechterkant van het wapen heeft, waarmee de afsluiter stevig naar voren geduwd kan worden zodat hij zeker gesloten is. Zowel de M16 als de M16A1 is in de Vietnamoorlog in grote aantallen gebruikt.

## Geschiedenis
De M16 werd in 1964 door de Amerikaanse luchtmacht in gebruik genomen voor het personeel dat vliegbases en andere installaties bewaakt. Het dankt zijn bekendheid vooral aan de Vietnamoorlog, waar het al snel uitgroeide tot het standaardwapen van de Amerikaanse krijgsmacht. Aanvankelijk was het Amerikaanse leger in de jaren zestig met de M14 uitgerust, die te groot en te zwaar was voor de jungle van Zuidoost-Azië. Enkele proeven met AR-15's in het Zuid-Vietnamese leger leken positief uit te pakken en daarom werd de M16 geïntroduceerd. De eerste versie werd geplaagd door problemen die vooral voortkwamen uit drie factoren: de afwezigheid van een chroomlaag in de loop en kamer, de introductie van nieuw kruit dat het wapen sneller deed vuren, en het feit dat men het wapen als "zelfreinigend" naar het front stuurde zonder ook maar een reinigingskit of instructies. In bepaalde veldslagen stierf een groot aantal mariniers doordat hun M16 blokkeerde. Het wapen was daardoor in eerste instantie helemaal niet populair.
De M16A2 werd begin jaren tachtig ingevoerd. De M16A2 kan semiautomatisch of in salvo's van drie patronen schieten. De reden hiervoor is het feit dat soldaten hun magazijnen vaak blind leegschoten, als ze in een gevecht kwamen. Het wapen was ook op andere punten verbeterd, waaronder betere richtmiddelen en een loop die geschikt gemaakt was voor de nieuwe NAVO-standaardmunitie in kaliber 5,56 mm. Er zijn ook nog de M16A3 en M16A4, beide in de jaren negentig in gebruik genomen door het United States Marine Corps. In oktober 2015 werd de M4 karabijn aangenomen als vervanger van de M16A4 voor infanteristen van het USMC. De M16A4 is aangehouden als wapen voor ondersteunende troepen.

## Voordelen van de M16
- Dankzij het beperkte gewicht van de M16 wordt de soldaat minder belast bij het dragen van het wapen.
- Het nieuwe kaliber, 5,56×45mm NAVO, weegt minder per patroon dan eerdere kalibers, zoals 7,62×51mm NAVO of .30-06. Hierdoor kan de soldaat voor hetzelfde gewicht meer munitie meenemen.
- Modulair systeem. Het monteren van handgrepen, lasers, optische richtmiddelen of een granaatwerper is mogelijk zonder veel aanpassingen aan het wapen.
- De beperkte terugslag belast de soldaat minder, en maakt het mogelijk om sneller een volgend schot te lossen.

## Nadelen van de M16
- Door het minder krachtige patroon heeft de M16 een beperkte penetratie en bereik ten opzichte van oudere dienstwapens.
- Het wapen vereist veel onderhoud om niet onbetrouwbaar te zijn doordat de verbrandingsgassen in het afsluitersysteem terechtkomen.

De M16 heeft model gestaan voor verdere configuraties, zoals de Colt M4 en de Diemaco C7 en C8 (in gebruik bij het Nederlandse leger).
Het Pentagon heeft besloten om de M16 in het Amerikaanse leger te verruilen voor een beter en meer aangepast wapen.
De opvolger moet de Amerikaanse soldaat een beter overzicht geven en dodelijker maken. 
Na een testfase van verschillende prototypen zal er een wapenfabrikant aangeduid worden om het nieuwe wapen tegen 2023 te laten leveren.